# La Celle-Condé
Pour les articles homonymes, voir La Celle.
La Celle-Condé est une commune française située dans le département du Cher, en région Centre-Val de Loire.

## Géographie
Les villes et villages proches de La Celle-Condé sont : Villecelin à 4,01 km, Lignières  à 4,65 km, Montlouis à 4,75 km, Saint-Baudel à 5,38 km, Chezal-Benoît à 6,45 km.
Le territoire communal est arrosé par la rivière Arnon.

### Climat
Pour des articles plus généraux, voir Climat du Centre-Val de Loire et Climat du Cher.
En 2010, le climat de la commune est de type climat océanique dégradé des plaines du Centre et du Nord, selon une étude du CNRS s'appuyant sur une série de données couvrant la période 1971-2000. En 2020, Météo-France publie une typologie des climats de la France métropolitaine dans laquelle la commune est exposée à un climat océanique altéré et est dans la région climatique  Ouest et nord-ouest du Massif Central, caractérisée par une pluviométrie annuelle de 900 à 1 500 mm, maximale en automne et en hiver. 
Pour la période 1971-2000, la température annuelle moyenne est de 11,4 °C, avec une amplitude thermique annuelle de 15,7 °C. Le cumul annuel moyen de précipitations est de 756 mm, avec 11,2 jours de précipitations en janvier et 7,1 jours en juillet. Pour la période 1991-2020, la température moyenne annuelle observée sur la station météorologique la plus proche, située sur la commune de Lignières à 5 km à vol d'oiseau, est de 12,2 °C et le cumul annuel moyen de précipitations est de 774,6 mm,. Pour l'avenir, les paramètres climatiques de la commune estimés pour 2050 selon différents scénarios d'émission de gaz à effet de serre sont consultables sur un site dédié publié par Météo-France en novembre 2022.
| Mois                                  | jan.            | fév.          | mars          | avril         | mai             | juin         | jui.           | août           | sep.          | oct.            | nov.           | déc.             | année     |
| ------------------------------------- | --------------- | ------------- | ------------- | ------------- | --------------- | ------------ | -------------- | -------------- | ------------- | --------------- | -------------- | ---------------- | --------- |
| Température minimale moyenne (°C)     | 1,3             | 0,9           | 2,8           | 4,9           | 8,7             | 12,2         | 13,9           | 13,8           | 10            | 7,7             | 4,1            | 1,8              | 6,8       |
| Température moyenne (°C)              | 4,6             | 5,2           | 8,3           | 11,1          | 14,9            | 18,5         | 20,7           | 20,6           | 16,5          | 12,8            | 8              | 5,1              | 12,2      |
| Température maximale moyenne (°C)     | 7,9             | 9,5           | 13,9          | 17,2          | 21,1            | 24,8         | 27,4           | 27,5           | 23            | 17,9            | 11,8           | 8,4              | 17,5      |
| Record de froid (°C) date du record   | −19 17.01.1987  | −14 09.02.12  | −12 01.03.05  | −4,5 11.04.03 | −0,4 15.05.1995 | 3,2 04.06.01 | 5,3 11.07.1990 | 2,3 31.08.1986 | 0,2 20.09.12  | −7,1 30.10.1997 | −10 23.11.1993 | −13,5 31.12.1985 | −19 1987  |
| Record de chaleur (°C) date du record | 20,2 05.01.1999 | 24 24.02.1990 | 26,5 31.03.21 | 30,5 30.04.05 | 34,5 27.05.05   | 40 29.06.19  | 42,5 25.07.19  | 42,3 06.08.03  | 36,5 14.09.20 | 31,2 01.10.1985 | 26 07.11.15    | 21 16.12.1989    | 42,5 2019 |
| Précipitations (mm)                   | 62,5            | 51            | 52,3          | 66,5          | 77,3            | 65,5         | 61,4           | 54,7           | 64,6          | 76,3            | 70,2           | 72,3             | 774,6     |

## Urbanisme

### Typologie
Au 1er janvier 2024, La Celle-Condé est catégorisée commune rurale à habitat très dispersé, selon la nouvelle grille communale de densité à 7 niveaux définie par l'Insee en 2022.
Elle est située hors unité urbaine et hors attraction des villes,.

### Occupation des sols
L'occupation des sols de la commune, telle qu'elle ressort de la base de données européenne d’occupation biophysique des sols Corine Land Cover (CLC), est marquée par l'importance des territoires agricoles (91,5 % en 2018), en diminution par rapport à 1990 (95,3 %). La répartition détaillée en 2018 est la suivante : 
terres arables (48,8 %), prairies (41,4 %), forêts (6 %), espaces verts artificialisés, non agricoles (2,3 %), zones agricoles hétérogènes (1,3 %), eaux continentales (0,3 %).
L'évolution de l’occupation des sols de la commune et de ses infrastructures peut être observée sur les différentes représentations cartographiques du territoire : la carte de Cassini (XVIIIe siècle), la carte d'état-major (1820-1866) et les cartes ou photos aériennes de l'IGN pour la période actuelle (1950 à aujourd'hui).

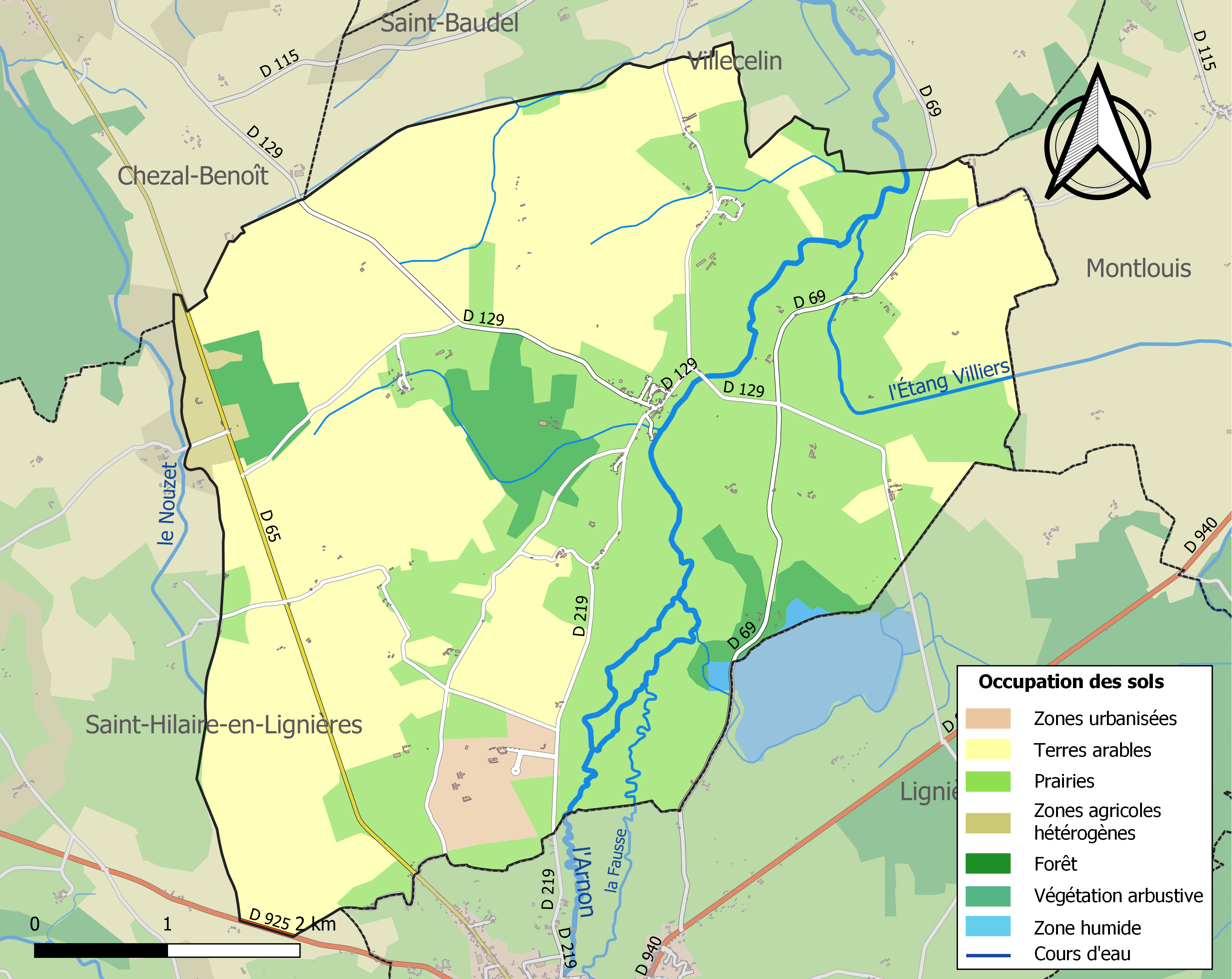
Carte des infrastructures et de l'occupation des sols de la commune en 2018 (CLC).

### Habitat et logement
En 2018, le nombre total de logements dans la commune était de 156, alors qu'il était de 158 en 2013 et de 156 en 2008.
Parmi ces logements, 69,9 % étaient des résidences principales, 20,5 % des résidences secondaires et 9,6 % des logements vacants. Ces logements étaient pour 98,1% d'entre eux des maisons individuelles.
Le tableau ci-dessous présente la typologie des logements à La Celle-Condé en 2018 en comparaison avec celle du Cher et de la France entière. Une caractéristique marquante du parc de logements est ainsi une proportion de résidences secondaires et logements occasionnels (20,5 %) supérieure à celle du département (7,5 %) et à celle de la France entière (9,7 %). Concernant le statut d'occupation de ces logements, 84,4 % des habitants de la commune sont propriétaires de leur logement (83,9 % en 2013), contre 67,1 % pour le Cher et 57,5 % pour la France entière.
| Typologie                                               | La Celle-Condé | Cher | France entière |
| ------------------------------------------------------- | -------------- | ---- | -------------- |
| Résidences principales (en %)                           | 69,9           | 79,6 | 82,1           |
| Résidences secondaires et logements occasionnels (en %) | 20,5           | 7,5  | 9,7            |
| Logements vacants (en %)                                | 9,6            | 12,9 | 8,2            |

### Risques majeurs
Le territoire de la commune de La Celle-Condé est vulnérable à différents aléas naturels : météorologiques (tempête, orage, neige, grand froid, canicule ou sécheresse), inondations, mouvements de terrains et séisme (sismicité faible). Un site publié par le BRGM permet d'évaluer simplement et rapidement les risques d'un bien localisé soit par son adresse soit par le numéro de sa parcelle.
Certaines parties du territoire communal sont susceptibles d’être affectées par le risque d’inondation par débordement de cours d'eau, notamment l'Arnon et l'Étang Villiers. La commune a été reconnue en état de catastrophe naturelle au titre des dommages causés par les inondations et coulées de boue survenues en 1982, 1999 et 2001,.

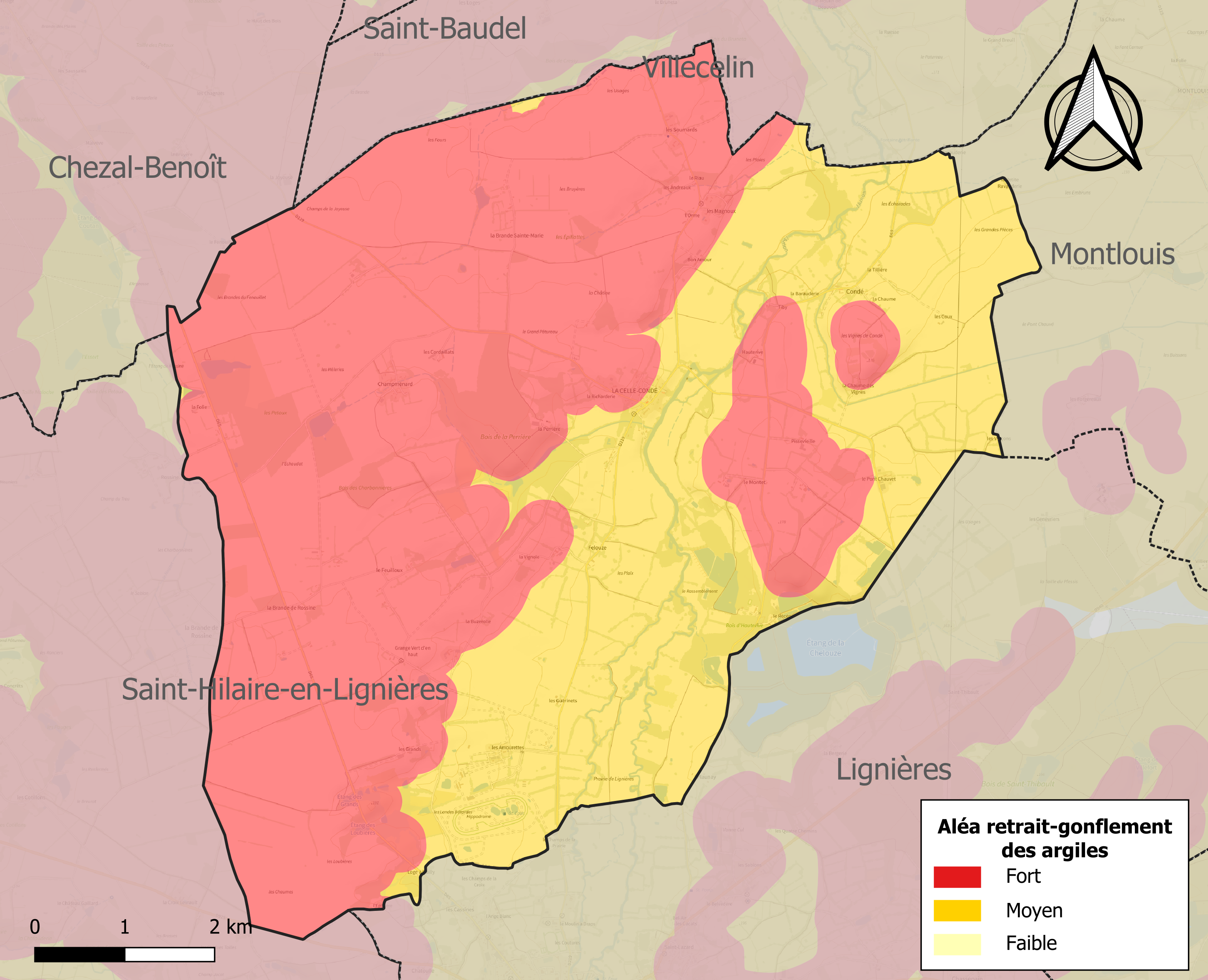
Carte des zones d'aléa retrait-gonflement des sols argileux de La Celle-Condé.

La commune est vulnérable au risque de mouvements de terrains constitué principalement du retrait-gonflement des sols argileux. Cet aléa est susceptible d'engendrer des dommages importants aux bâtiments en cas d’alternance de périodes de sécheresse et de pluie. La totalité de la commune est en aléa moyen ou fort (90 % au niveau départemental et 48,5 % au niveau national). Sur les 157 bâtiments dénombrés sur la commune en 2019, 157 sont en aléa moyen ou fort, soit 100 %, à comparer aux 83 % au niveau départemental et 54 % au niveau national. Une cartographie de l'exposition du territoire national au retrait gonflement des sols argileux est disponible sur le site du BRGM,.
Concernant les mouvements de terrains, la commune a été reconnue en état de catastrophe naturelle au titre des dommages causés par la sécheresse en 2019 et 2020 et par des mouvements de terrain en 1999.

## Toponymie
Condé : du gaulois condate, signifiant « confluent ».

## Histoire
Au début du XVIIIe siècle, la communauté de La Celle, comme de nombreuses communes de la région, est en crise démographique, puisqu’elle passe de 75 feux en 1709 à 61 en 1726. L’hiver de 1709-1710 notamment cause de nombreuses pertes, ainsi que la grande canicule de 1719 (qui tua beaucoup par dysenterie).
Au cours de la Révolution française, la commune, alors nommée La Celle, porte temporairement le nom de La Celle-sur-Arnon.
En 1844, la commune voisine de Condé se trouve partagée entre La Celle, Lignières et Montlouis ; la population se trouve ainsi augmentée d'une centaine d'habitants environ (540 âmes au recensement de 1841 et 640 à celui de 1846) et la commune change de nom pour devenir La Celle-Condé.
En 1892, Pierre Gilet est élu avec toute sa liste maire de la commune, battant le maire précèdent ; l'affaire fait grand bruit car cette victoire est symbolique : le maire destitué s’appelle Charles de Bourbon-Lignières.

## Politique et administration

### Rattachements administratifs et électoraux

#### Rattachements administratifs
La commune se trouve depuis 1926 dans l'arrondissement de Saint-Amand-Montrond du département du Cher.
Elle faisait partie depuis 1793 du canton de Lignières. Dans le cadre du redécoupage cantonal de 2014 en France, cette circonscription administrative territoriale a disparu, et le canton n'est plus qu'une circonscription électorale.

#### Rattachements électoraux
Pour les élections départementales, la commune fait partie depuis 2014 du canton de Châteaumeillant
Pour l'élection des députés, elle fait partie de la troisième circonscription du Cher.

### Intercommunalité
La Celle-Condé est membre de la communauté de communes Arnon Boischaut Cher, un établissement public de coopération intercommunale (EPCI) à fiscalité propre créé en 2011 par la fusion de deux anciennes intercommunalités, et auquel la commune a transféré un certain nombre de ses compétences, dans les conditions déterminées par le code général des collectivités territoriales.

### Liste des maires
| Période                                  | Période                      | Identité             | Étiquette | Qualité                                  |
| ---------------------------------------- | ---------------------------- | -------------------- | --------- | ---------------------------------------- |
| Les données manquantes sont à compléter. |                              |                      |           |                                          |
| 1977                                     | 1983                         | Roger Gilet          |           | Trésorier payeur général                 |
| mars 1983                                | mars 2013                    | Pierre Chartendrault | DVD       |                                          |
| mars 2014                                | juillet 2021                 | Alain Manssens       | DVD       | Agriculteur retraité Décédé en fonction. |
| octobre 2021                             | En cours (au 5 octobre 2021) | Daniel Gaillard      |           |                                          |

## Démographie
L'évolution du nombre d'habitants est connue à travers les recensements de la population effectués dans la commune depuis 1793. Pour les communes de moins de 10 000 habitants, une enquête de recensement portant sur toute la population est réalisée tous les cinq ans, les populations de référence des années intermédiaires étant quant à elles estimées par interpolation ou extrapolation. Pour la commune, le premier recensement exhaustif entrant dans le cadre du nouveau dispositif a été réalisé en 2008.

En 2022, la commune comptait 191 habitants, en évolution de −6,83 % par rapport à 2016 (Cher : −2,48 %, France hors Mayotte : +2,11 %).
| 1793 | 1800 | 1806 | 1821 | 1831 | 1836 | 1841 | 1846 | 1851 |
| ---- | ---- | ---- | ---- | ---- | ---- | ---- | ---- | ---- |
| 479  | 501  | 581  | 612  | 601  | 579  | 540  | 640  | 640  |

| 1856 | 1861 | 1866 | 1872 | 1876 | 1881 | 1886 | 1891 | 1896 |
| ---- | ---- | ---- | ---- | ---- | ---- | ---- | ---- | ---- |
| 667  | 666  | 665  | 702  | 687  | 700  | 712  | 696  | 665  |

| 1901 | 1906 | 1911 | 1921 | 1926 | 1931 | 1936 | 1946 | 1954 |
| ---- | ---- | ---- | ---- | ---- | ---- | ---- | ---- | ---- |
| 622  | 618  | 588  | 495  | 470  | 397  | 386  | 377  | 381  |

| 1962 | 1968 | 1975 | 1982 | 1990 | 1999 | 2006 | 2008 | 2013 |
| ---- | ---- | ---- | ---- | ---- | ---- | ---- | ---- | ---- |
| 349  | 323  | 253  | 217  | 181  | 180  | 198  | 203  | 213  |

| 2018 | 2022 | - | - | - | - | - | - | - |
| ---- | ---- | - | - | - | - | - | - | - |
| 199  | 191  | - | - | - | - | - | - | - |

## Économie
- La ressource principale est l'agriculture. L'élevage étant l'activité dominante (bovins, ovins, caprins). On compte une dizaine  d'exploitations.
- Un artisan ébéniste, un producteur de fromages chèvre et vache fermiers, une chambre d'hôtes classée 3 épis.
- Le Pôle du Cheval et de l'Âne est situé sur le territoire de commune. Il regroupe un ensemble de bâtiments, le domaine des Amourettes, et l'hippodrome de Lignières, inauguré en 2006 et qui remplace l'ancien champ de courses situé sur la commune de Lignières.

La commune se trouve dans l'aire géographique et dans la zone de production du lait, de fabrication et d'affinage du fromage Valençay.

## Culture locale et patrimoine

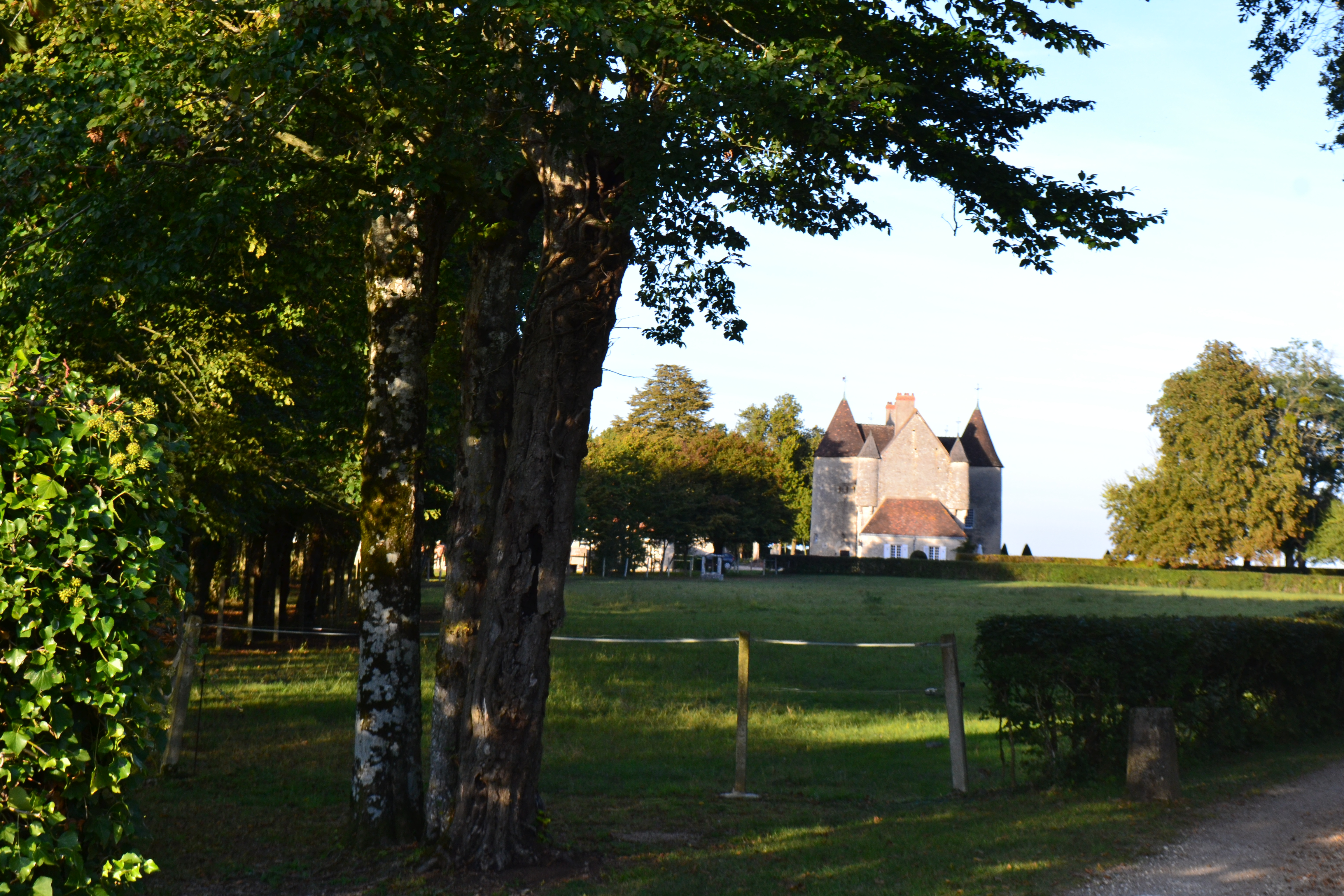
Le château du Plessis.

### Lieux et monuments
- Château du Plessis inscrit au titre des monuments historiques en 1948[27]. Le château, fermé au public, doit évoluer en une maison d'hôtes[28].
- Croix de carrefour de La Celle Condé. Cette croix, sur la place devant la mairie, date du XVIe siècle. Elle porte sur le devant un crucifix, et sur l'arrière une Vierge à l'Enfant. Le chapiteau porte l'inscription « François Brazie » sans date.
- Étang de la Chelouze, partagé avec la commune de Lignières pour l'ornithologie (ZNIEFF continentale de type 1[29]) et la pêche.
- Église Saint-Denis de Condé, classée monument historique en 1862[30],[31].
- Église Saint-Germain de La Celle-Condé, inscrit au titre des monuments historiques en 1998[32].

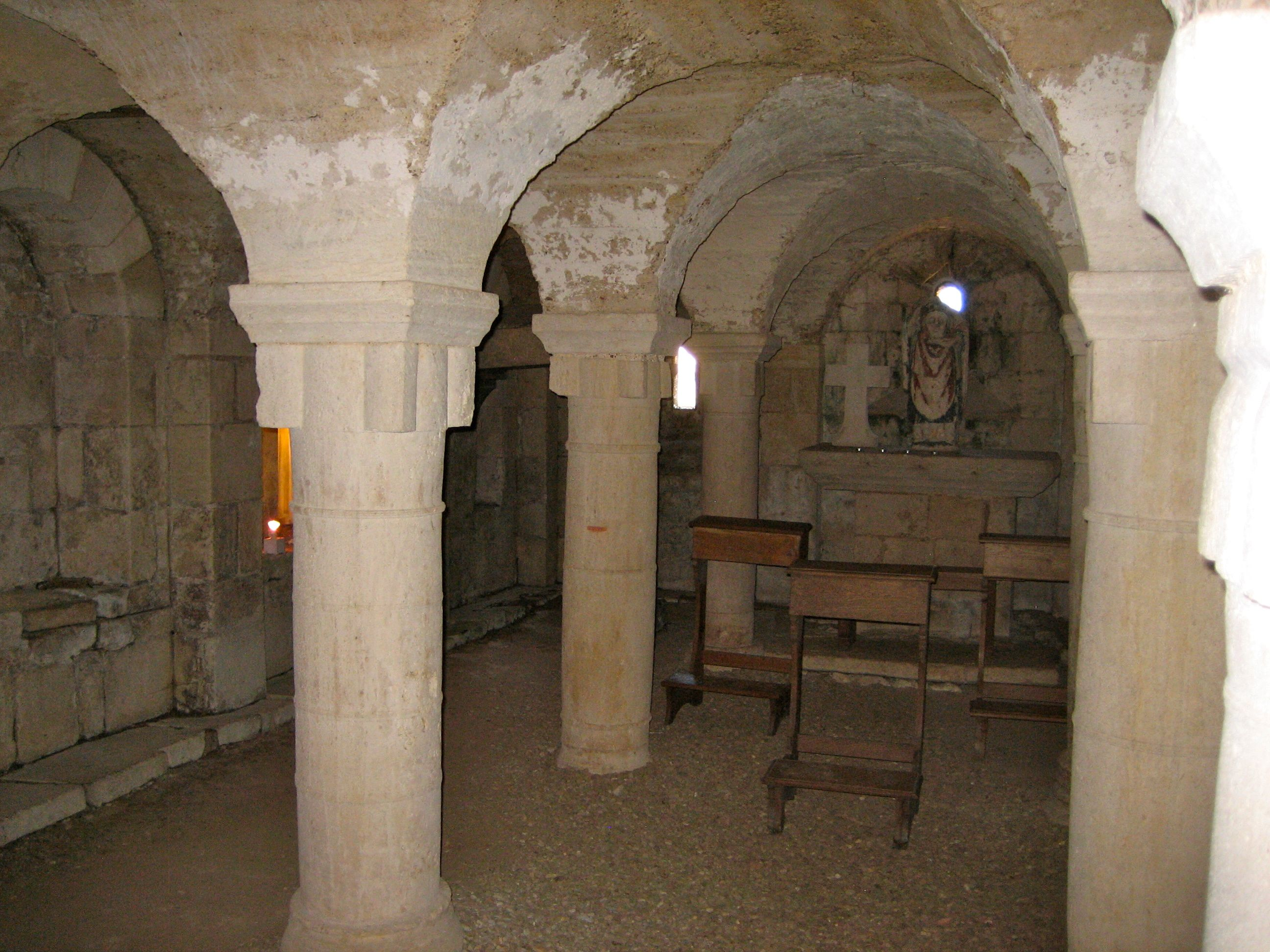
Crypte de l'église Saint-Denis.
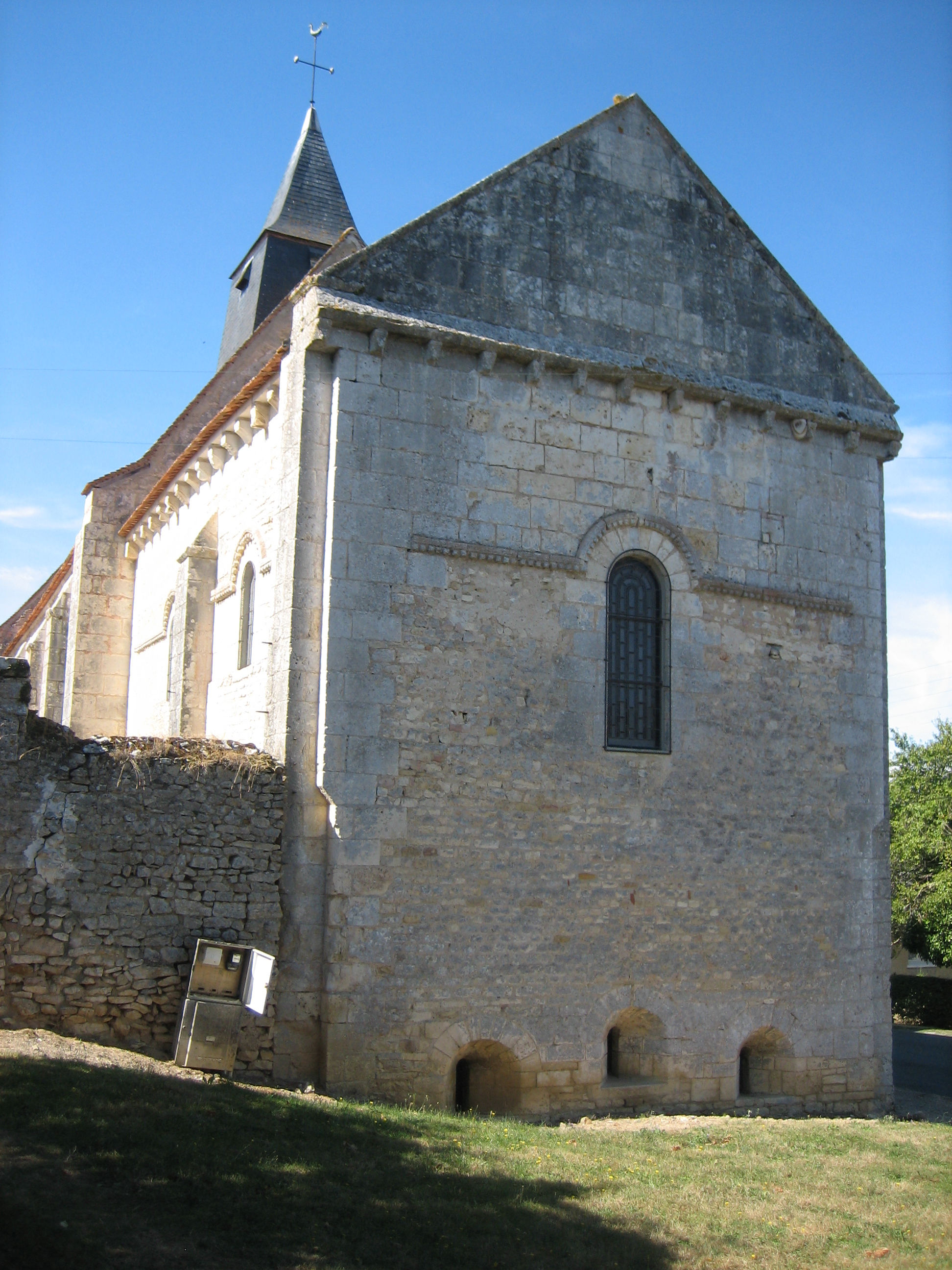
Chevet de l'église Saint-Denis.
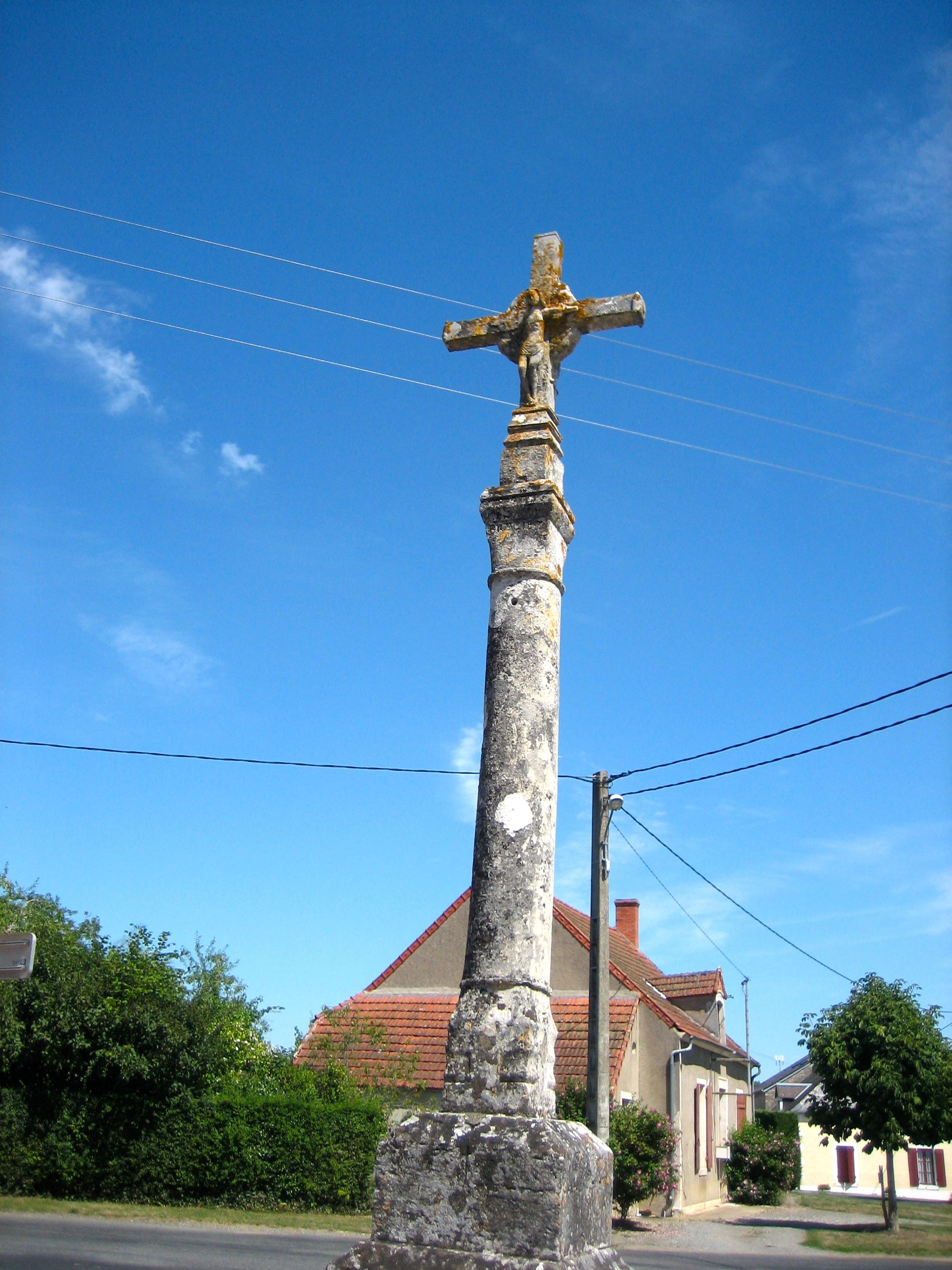
Croix de carrefour.
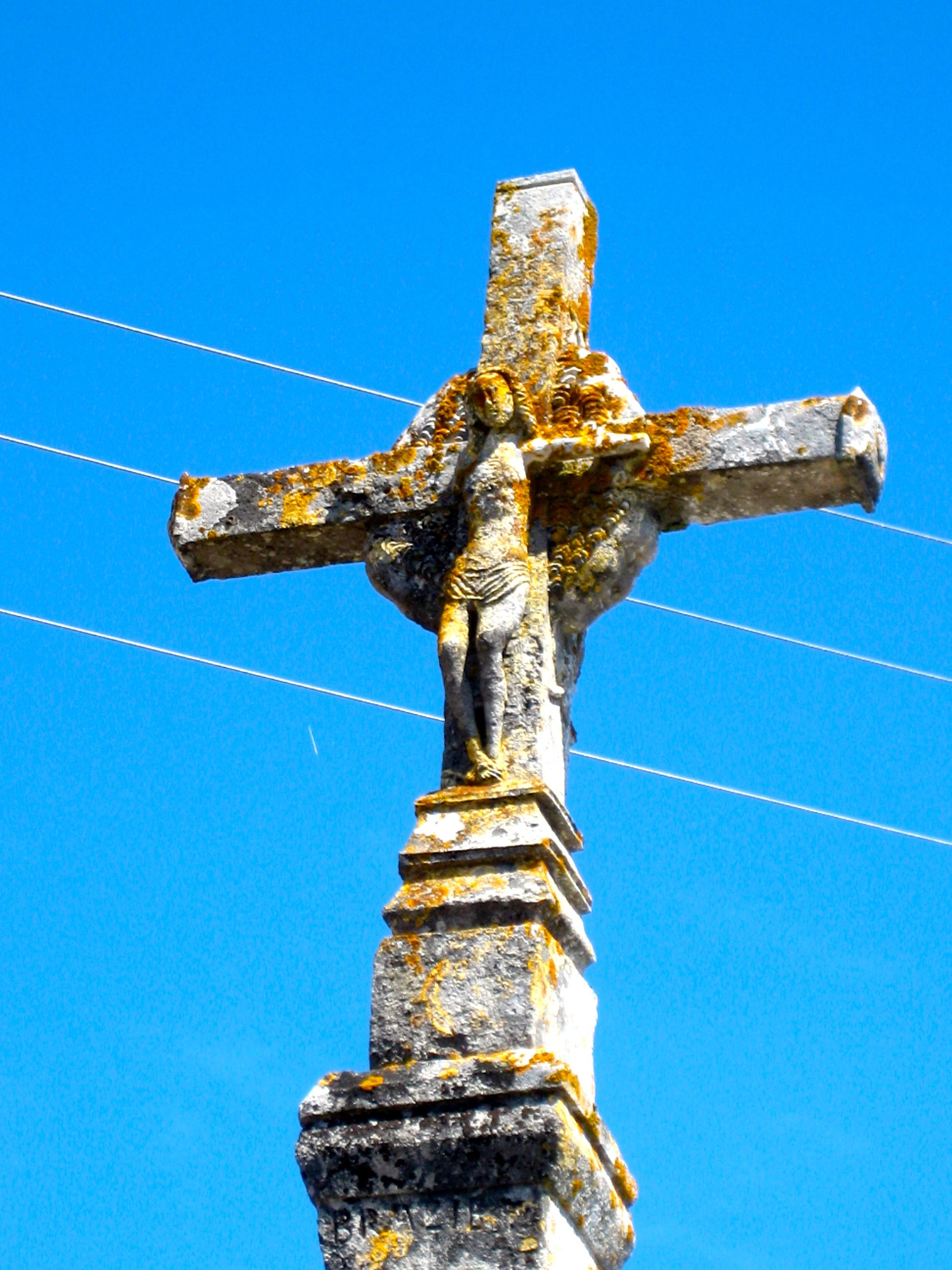
Crucifix sur la croix de carrefour.
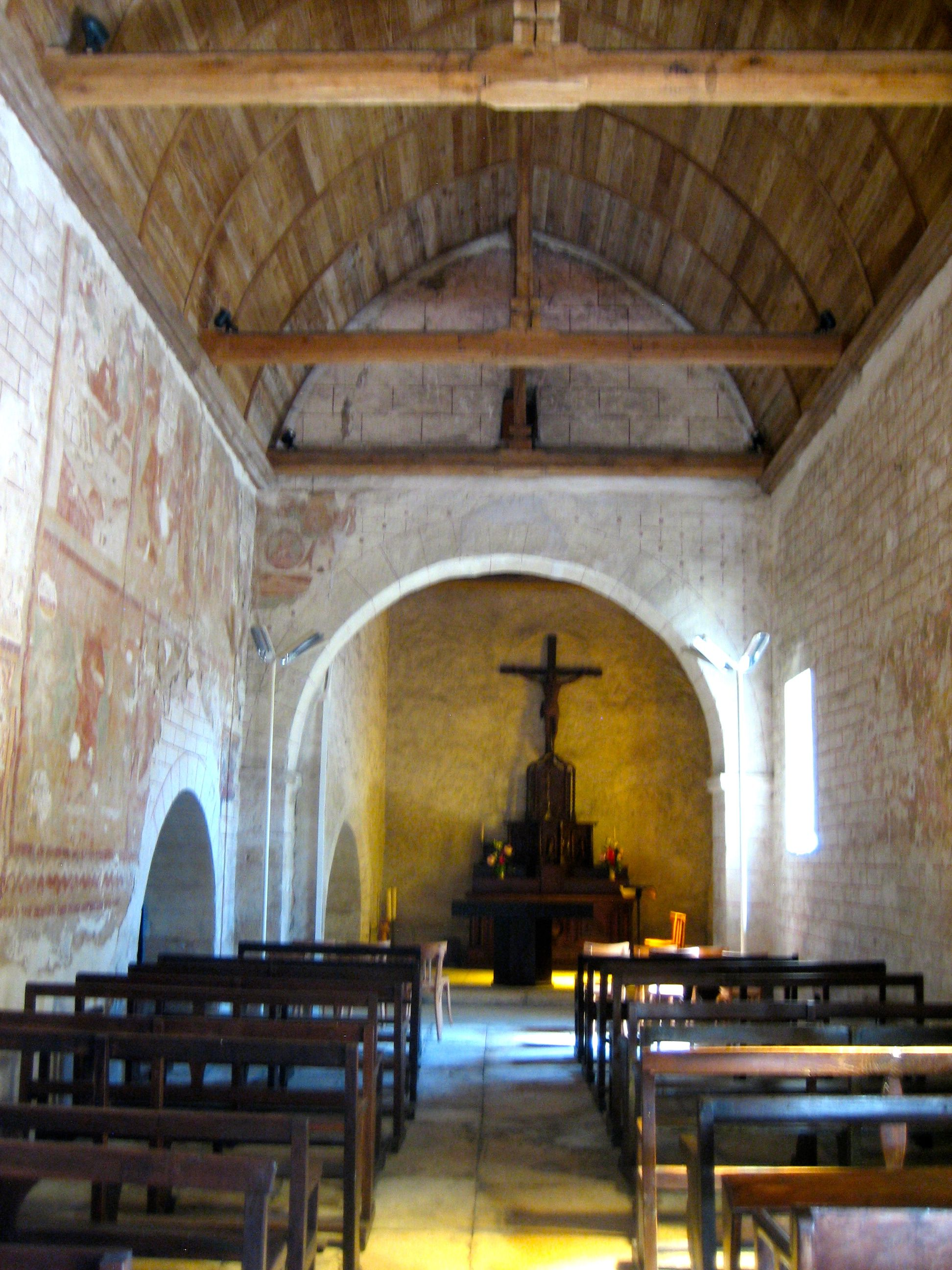
Église Saint-Germain, après restauration.

### Personnalités liées à la commune

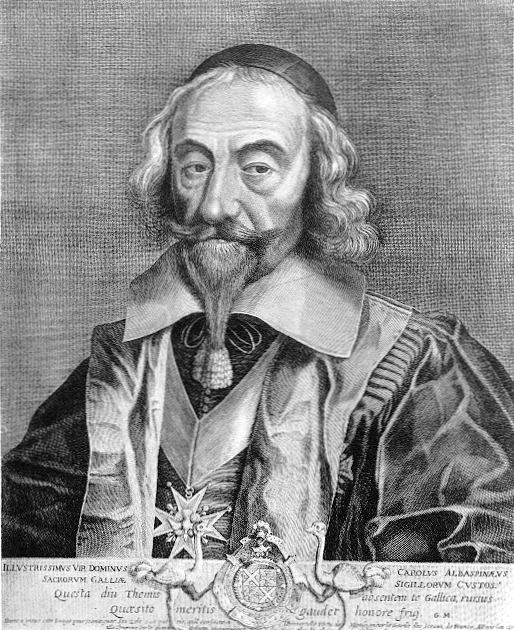
Charles de L'Aubespine, par Pierre Daret.

- Charles de L'Aubespine, marquis de Châteauneuf, est né le 22 février 1580 à La Celle-Condé. Homme politique français, connu par ses contemporains sous le nom de « Châteauneuf » ou de « garde des sceaux de Châteauneuf ». Il devient abbé des Préaux, puis de Massay et de Noirlac à Bruère-Allichamps.
- Jacques Monsieur, négociant d'armes international, propriétaire du domaine des Amourettes dans les années 1990, domaine ensuite racheté par le Conseil général du département du Cher et devenu le Pôle du Cheval et de l'Âne[33].